# Elecciones municipales de 2023 en Barcarrota
Las elecciones municipales de 2023 se celebraron en Barcarrota el domingo 28 de mayo, de acuerdo con el Real Decreto de convocatoria de elecciones locales en España dispuesto el 3 de abril de 2023 y publicado en el Boletín Oficial del Estado el 4 de abril. Se eligieron a los 11 concejales del pleno del Ayuntamiento de Barcarrota, a través de un sistema proporcional (método d'Hondt), con listas cerradas y un umbral electoral del 5%.

## Candidaturas
En abril de 2023 se publicaron 3 candidaturas, el PSOE con Miguel Rodríguez Agudo a la cabeza, el Partido Popular con el exalcalde Alfonso Carlos Macias Gata a la cabeza y Unidas Podemos con Dolores Asensio Durán a la cabeza.

## Resultados
Tras las elecciones, el Partido Socialista ganó las elecciones al conseguir 6 escaños, uno más que en la anterior legislatura, el PP consiguió 4, uno menos que en la anterior legislatura y Unidas Podemos que se mantuvo con un escaño en el consistorio.
| Candidatura     | Candidatura                              | Votos | %                                       | Escaños                                 |
| --------------- | ---------------------------------------- | ----- | --------------------------------------- | --------------------------------------- |
|                 | Partido Socialista Obrero Español (PSOE) | 1210  | 49,44                                   | 6                                       |
|                 | Partido Popular (PP)                     | 990   | 40,45                                   | 4                                       |
|                 | Unidas Podemos (UP)                      | 229   | 9,35                                    | 1                                       |
|                 |                                          |       |                                         |                                         |
| Votos en blanco | Votos en blanco                          | 18    | 0,73                                    | n/a                                     |
| Votos válidos   | Votos válidos                            | 2.429 | 100,00                                  | 11                                      |
| Votos nulos     | Votos nulos                              | 51    | Participación: · \| \| 85,72 % \| 0,39% | Participación: · \| \| 85,72 % \| 0,39% |
| Votantes        | Votantes                                 | 2.498 | Participación: · \| \| 85,72 % \| 0,39% | Participación: · \| \| 85,72 % \| 0,39% |
| Electores       | Electores                                | 2.914 | Participación: · \| \| 85,72 % \| 0,39% | Participación: · \| \| 85,72 % \| 0,39% |
|                 | 85,72 %                                  |       |                                         |                                         |

## Concejales electos
| N.º | Nombre                                  | Lista | Lista   |
| --- | --------------------------------------- | ----- | ------- |
| 1   | Miguel Rodríguez Agudo                  |       | PSOE    |
| 2   | Alfonso Carlos Macias Gata              |       | PP      |
| 3   | María del Rosario Blanco Alzas          |       | PSOE    |
| 4   | Manuel Jesús Serrano Álvarez De Luna    |       | PP      |
| 5   | Almudena Hernández Pociño               |       | PSOE    |
| 6   | María de la Concepción Gutiérrez Larios |       | PP      |
| 7   | Antonio Román Lara                      |       | PSOE    |
| 8   | Emilia María Sequedo Llinas             |       | PP      |
| 9   | Laura Chinarro Lindo                    |       | PSOE    |
| 10  | Dolores Asensio Durán                   |       | Podemos |
| 11  | Antonio María Velasco Pérez             |       | PSOE    |